# Adam Johann von Krusenstern
Adam Johann von Krusenstern (1770-1846) fou un navegant que va fer la primera circumnavegació russa. Originari d'una família germànica de la província russa d'Estònia, va néixer a Hagudi (prop de Rapla) el 19 de novembre del 1770 i va morir a Reval (avui Tallinn) el 24 d'agost del 1846. Membre de l'Acadèmia de Ciències francesa i russa, va escriure moltes publicacions en rus, alemany i francès. També se'l coneix en rus com a Ivan Fiódorovitx Kruzenxtern (Иван Федорович Крузенштерн) i a través del francès com Johannn Adam de Krusenstern o Adam Ivan, chevalier de Krusenstern.

## Primers anys
Va participar en les Guerres de la Revolució Francesa al costat dels anglesos i després va viatjar amb un vaixell mercant anglès fins a l'Índia i la Xina. Aquí s'adonà de les dificultats que tenen els establiments russos d'Alaska i de les illes Aleutianes dedicats al comerç de pells. Per una banda depenien dels avituallaments irregulars que arribaven des de Rússia per terra a través de Sibèria. Per la mateixa raó enviaven les pells a Okhotsk, a la península de Kamtxatka, trigant dos anys fins que les podien vendre a Macau.
De tornada a Rússia presentà al tsar Alexandre I una memòria exposant la necessitat d'una ruta marítima des de la mar Bàltica fins a Kamtxatka.

## Viatge de circumnavegació
Krusenstern fou nomenat capità de navili i el tsar li encarregà una expedició científica. La seva missió era mantenir una ruta comercial, explorar el litoral de l'Amèrica russa, establir relacions diplomàtiques amb el Japó i retornar uns nàufrags japonesos recollits a les illes Aleutianes. Viatjà primer a Londres per comprar dos vaixells, el Nadjedjeda («esperança») i el Neva. A Hamburg reclutà el personal científic de l'expedició: naturalistes, un astrònom i un metge. El poeta alemany August von Kotzebue li confià els seus dos fills adolescents Otto i Moritz. Un dels tinents era Fabian von Bellinghausen. Anys més tard Bellinghausen i Otto von Kotzebue continuarien les exploracions russes al Pacífic. Kotzebue dedicaria una illa descoberta a les Tuamotu a Krusenstern, avui Tikehau.
|              | Nadjedjeda                  | Neva                        |
| ------------ | --------------------------- | --------------------------- |
| Desplaçament | 450 tones                   | 370 tones                   |
| Tripulació   | 85 homes                    | 54 homes                    |
| Capità       | Adam Johann von Krusenstern | Urey Fedorovich Lissianskoi |

Després de girar el cap d'Hornos, arribà a Nuku Hiva a les illes Marqueses. Durant unes setmanes es dedicà a estudiar i descriure els illencs. Aquí es trobà amb dos europeus integrats a la societat illenca, però enemistats: el francès Joseph Kabri i l'anglès Robarts. Krusenstern pren partit per l'anglès i s'emportà a Kabris que acabà en un circ de París mostrant els seus tatuatges de guerrer marquesà.
A les illes Sandwich (Hawaii) els dos vaixells es van separar. El Neva s'encarregà d'explorar el litoral d'Alaska i Krusenstern es dirigí a Kamtxatka. Després d'explorar la costa japonesa, arribà a Nagasaki. Aquest era l'únic port japonès on estava permès el comerç exterior mitjançant els holandesos. El vaixell de Krusenstern i l'ambaixador rus van ser retinguts com a presoners i van confiscar les armes i la pólvora. Després de cinc mesos van rebre la resposta de l'emperador japonès que rebutjà les relacions diplomàtiques amb els russos i prohibí l'entrada de vaixells russos a Nagasaki. Krusenstern tornà a Kamtxatka explorant les illes Nipon (Honshu), Yeso (Hokkaido), Tchoka (Sakhalín) i les illes Kurils.
A Macau es trobà de nou amb el Neva. En el viatge des d'Alaska el capità Lissianskoi descobrí una de les illes de Sotavent de Hawaii anomenada avui Lisianski. Triguaren mesos en poder vendre les pells i tornaren a Rússia just abans que Napoleó decretés el bloqueig continental.

### Ruta del viatge
- Kronstadt, 7 d'agost de 1803.
- Copenhaguen, del 18 d'agost al 18 de setembre.
- Tenerife, del 18 al 27 d'octubre.
- Illa de Santa Catalina, prop de Rio de Janeiro, del 27 d'octubre al 4 de desembre.
- Cap d'Hornos, 3 de març de 1804.
- Noukahiva (Nuku Hiva a les illes Marqueses), 7 a 31 de maig.
- Oahu, a les illes Sandwich (Hawaii), 10 de juny.
- Petropavlovsk (península de Kamtxatka), 15 de juliol a 6 de setembre.
- Nagasaki, Japó, 7 d'octubre a 18 d'abril de 1805.
- Nipon (Honshu), Yeso (Hokkaido), Tchoka (Sakhalín) i les illes Kurils.
- Petropavlovsk, 6 de juny a 9 de setembre.
- Macau, 20 de novembre a 6 de febrer de 1806.
- Kronstadt, 19 d'agost.

## Repercussions del viatge
En tres anys de navegació, Krusenstern no va perdre cap home. Va aconseguir l'objectiu de crear una ruta marítima comercial pels establiments russos a Alaska i Kamtxatka, i els seus informes van ajudar l'administració a millorar les condicions dels mercaders en terres tan allunyades. Va publicar el relat del seu viatge en alemany titulat Reise um die Welt in den Jahren 1803, 1804, 1805 und 1806 auf Befehl Seiner Kaiserl. Majestät Alexanders des Ersten auf den Schiffen Nadeshda und Newa ("Viatge al voltant del món en els anys 1803, 1804, 1805 i 1806 a les ordres de Sa Majestat Imperial Alexandre I en els vaixells Nadezhda i Neva"). Lissianskoi també va publicar el seu relat, i els resultats científics van ser recopilats en tres obres publicades per Tilesius i Langsdorff.
Krusenstern va fer un nou viatge, el 1815, per explorar l'estret de Bering i el suposat pas del nord-oest entre el Pacífic i l'Atlàntic. Ascendit a almirall va formar part del comitè científic del ministeri de la Marina on va promoure i organitzar les grans expedicions de Bellingahusen i Kotzebue.
En memòria seva s'ha anomenat el vaixell escola rus  Kruzenshtern, actualment el veler més gran del món, el Mont Krusenstern a Nova Zembla i el cràter Krusenstern a la Lluna.